# Nazionale maschile under 20 di calcio della Costa Rica
La Nazionale di calcio della Costa Rica Under-20 è la selezione di categoria della Costa Rica.

## Storia

### Mondiali giovanili

#### Arabia Saudita 1989
Arabia Saudita 1989 segnò la consacrazione dei giovani ticos che si convertirono in grandi giocatori del calcio nazionale.
I "caras sucias" come furono denominati, arrivarono al mondiale guidati da Juan José Gámez.
Un gol all'ultimo minuto subito contro la Russia, segnò il debutto della tricolor, la quale ebbe un migliore adempimento nel secondo incontro dove vinse contro la Colombia 1-0 con gol di Rónald González.  Nell'ultimo impegno la tricolor perse contro la Siria l'opzione di classificarsi alla seconda ronda cadendo 1-3.

#### Qatar 95
La sanzione imposta alla Costa Rica, per l'alterazione delle date di nascita di alcuni giocatori nel mondiale 1985, costò l'esclusione dalle eliminatorie per i mondiali 1991 e 1993. Ciò influì affinché la rappresentativa giovanile ritornasse ad un mondiale nel 1995.
Sotto la guida di Luis Roberto Sibaja arrivarono al mondiale del Qatar con una generazione di calciatori che hanno poi raccolto buoni risultati.
Tuttavia, lasciarono la competizione molto presto, poiché sconfitti dal Camerun 1-3 e dall'Australia 0-2.
Sta emergere che in questo mondiale la tricolor vinse in maniera storica contro la Germania 2-1, con gol di Jewisson Bennett e Paulo Wanchope.

#### Malesia 1997
Con lo stesso Luis Roberto Sibaja in panchina, la Costa Rica arrivò al mondiale 1997 in Malaysia con grandi aspettative. Tuttavia, ancora una volta il sogno si concluse in tre partite.
Solo un pareggio con il Paraguay 1-1, i restanti incontri furono pesanti sconfitte contro il Giappone 2-6 e la Spagna 0-4.

#### Nigeria 1999
Per Nigeria 1999, la Costa Rica portò una selezione con figure che si profilavano per grandi cose nel calcio nazionale. Carlos Watson fu il tecnico di questo gruppo di giocatori che arrivarono alla seconda fase di un mondiale giovanile per la prima volta.
La Costa Rica ebbe l'onore di inaugurare il mondiale contro la Nigeria, partita nella quale riuscì in un importante pareggio ad un gol. Successivamente perse contro il Paraguay 1-3 e nell'ultima partita, si imposero alla Germania 2-1, con gol di José Brenes ed Esteban Santana.
L'avventura mondiale si concluse con una sconfitta contro il Ghana per 0-2.

#### Argentina 2001
Argentina 2001 è stata la pagina più importante che la selezione ha avuto nella coppa del mondo. Di nuovo guidati da Carlos Watson, la Costa Rica riuscì in quello che nessuna nazionale realizzò in un mondiale: vincere tre partite nella prima fase.
Giocatori come Michael Rodríguez, Roy Myrie, Cristian Montero, José Luis López, Erick Scott, Winston Parks e Warren Granados; furono vitali per il grande ruolo della tricolor.
Vittorie consecutive contro Olanda 3-1, Etiopia 3-1 ed Ecuador 1-0, portarono molti a pensare la Costa Rica come favorita.
Tuttavia, ancora una volta la quarta partita fu definitiva per i ticos, poiché la Repubblica Ceca ostacolò il passo della selección e con un 1-2 a suo favore lasciò la Costa Rica fuori dal mondiale argentino.

#### Canada 2007
La Costa Rica tornò ad un mondiale under 20, dopo l'assenza in due edizioni (Emirati Arabi Uniti 2003 e Olanda 2005) con una base importante del gruppo che fu protagonista nel Mondiale under 17 Perù 2005.
Nomi come Alfonso Quesada, Leslie Ramos, David Myrie, Rudy Dawson, Pablo Herrera Barrantes, Esteban Rodríguez, Celso Borges, César Elizondo, Jonathan McDonald e Jean Carlo Solórzano, arrivarono con grandi aspettative in Canada, anche se la squadra dovette tornare a casa dopo le prime tre partite.
La Costa Rica perse contro Nigeria e Giappone, ambedue per 1-0 e vinse contro la Scozia nell'ultima partita. La Scozia segnò al 18', Pablo Herrera, uno dei più distaccati del torneo uguagliò al 57'. Il 2-1 arrivò al 92' con McDonald.
Giappone e Nigeria chiusero con 7 punti al primo e secondo posto. La Costa Rica fu solo terza con tre punti.
A Canada 2007 la Costa Rica fu 17° su 24 partecipanti, superando unicamente Corea del Nord, Corea del Sud, Giordania, Panamá, Nuova Zelanda, Scozia ed i locali che furono ultimi.

## Partecipazioni a competizioni internazionali

### Mondiali Under-20
| Anno | Luogo               | Piazzamento      | V | N | P | Gol   |
| ---- | ------------------- | ---------------- | - | - | - | ----- |
| 1977 | Tunisia             | Non qualificata  | - | - | - | -     |
| 1979 | Giappone            | Non qualificata  | - | - | - | -     |
| 1981 | Australia           | Non qualificata  | - | - | - | -     |
| 1983 | Messico             | Non qualificata  | - | - | - | -     |
| 1985 | Unione Sovietica    | Non qualificata  | - | - | - | -     |
| 1987 | Cile                | Non qualificata  | - | - | - | -     |
| 1989 | Arabia Saudita      | Primo turno      | 1 | 0 | 2 | 2:4   |
| 1991 | Portogallo          | Non qualificata  | - | - | - | -     |
| 1993 | Australia           | Non qualificata  | - | - | - | -     |
| 1995 | Qatar               | Primo turno      | 1 | 0 | 2 | 3:6   |
| 1997 | Malaysia            | Primo turno      | 0 | 1 | 2 | 3:11  |
| 1999 | Nigeria             | Ottavi di finale | 1 | 1 | 2 | 4:7   |
| 2001 | Argentina           | Ottavi di finale | 3 | 0 | 1 | 8:4   |
| 2003 | Emirati Arabi Uniti | Non qualificata  | - | - | - | -     |
| 2005 | Paesi Bassi         | Non qualificata  | - | - | - | -     |
| 2007 | Canada              | Primo turno      | 1 | 0 | 2 | 2:3   |
| 2009 | Egitto              | Quarto posto     | 3 | 1 | 3 | 10:11 |
| 2011 | Colombia            | Ottavi di finale | 1 | 0 | 3 | 6:12  |
| 2013 | Turchia             | Non qualificata  | - | - | - | -     |
| 2015 | Nuova Zelanda       | Non qualificata  | - | - | - | -     |
| 2017 | Corea del Sud       | Ottavi di finale | 1 | 1 | 2 | 3:4   |
| 2019 | Polonia             | Non qualificata  | - | - | - | -     |
| 2023 | Indonesia           | Non qualificata  | - | - | - | -     |

## Tutte le rose

### Campionato mondiale di calcio Under-20
Campionato del mondo Under-20 19891 Mayorga, 2 Sibaja, 3 Peynado, 4 Valverde, 5 González, 6 Berry, 7 Montero, 8 Vargas, 9 Arguedas, 10 Villalobos, 11 Chaves, 12 Brenes, 13 López, 14 Velasquez, 15 Varela, 16 Leandro, 17 Viquez, 18 Porras, CT: Gamez
Campionato del mondo Under-20 19951 Morgan, 2 Diaz, 3 J. Drummond, 4 Sánchez, 5 Torres, 6 Morales, 7 Rodríguez, 8 Baltodano, 9 Wanchope, 10 Soto, 11 J. Bennett, 12 Martínez, 13 Barrantes, 14 T. Bennett, 15 Box, 16 Herrera, 17 G. Drummond, 18 Wallace, CT: Sibaja
Campionato del mondo Under-20 19971 González, 2 Barquero, 3 Torres, 4 Nassar, 5 Duran, 6 Salas, 7 Fonseca, 8 Sequeira, 9 Solís, 10 Ledezma, 11 M. Chinchilla, 12 Villavicencio, 13 Castro, 14 Campos, 15 P. Chinchilla, 16 Bryce, 17 Bolaños, 18 Álvarez, CT: Sibaja
Campionato del mondo Under-20 19991 Villegas, 2 Garita, 3 Rodríguez, 4 Meléndez, 5 Castro, 6 Martínez, 7 Alpízar, 8 Santana, 9 Ugarte, 10 Díaz, 11 Fonseca, 12 Arias, 13 Brenes, 14 Víquez, 15 Esquivel, 16 Parks, 17 Venegas, 18 Cruz, CT: Watson
Campionato del mondo Under-20 20011 Drummond, 2 M. Rodríguez, 3 Salazar, 4 Montero, 5 Myrie, 6 Fajardo, 7 Scott, 8 López, 9 Moss, 10 Granados, 11 Parks, 12 Apu, 13 Orozco, 14 Vallejos, 15 Alfaro, 16 Hernández, 17 Robinson, 18 D. Rodríguez, 20 Araya, CT: Watson
Campionato del mondo Under-20 20071 Quesada, 2 Jiménez, 3 Dawson, 4 G. González, 5 Rodríguez, 6 Cubero, 7 Herrera, 8 Borges, 9 Elizondo, 10 Pérez, 11 Solórzano, 12 McDonald, 13 Camble, 14 Fernández, 15 O. González, 16 Ramos, 17 Myrie, 18 Alvarado, 19 García, 20 Waston, 21 Gómez, CT: Alfaro
Campionato del mondo Under-20 20091 Alvarado, 2 Mena, 3 Smith, 4 Gutiérrez, 5 Johnson, 6 Blanco, 7 Ureña, 8 Guzmán, 9 Castro, 10 Estrada, 11 Madrigal, 12 Gamboa, 13 Guevara, 14 Oviedo, 15 Leal, 16 Hernández, 17 Martínez, 18 Álvarez, 19 Varela, 20 Luna, 21 Carvajal, CT: González
Campionato del mondo Under-20 20111 Vargas, 2 Smith, 3 Brown, 4 Contreras, 5 Chávez, 6 Ruiz, 7 Escoe, 8 Bustos, 9 Díaz, 10 Campbell, 11 B. Vega, 12 D. Calvo, 13 Briceño, 14 Blanco, 15 Mora, 16 Soto, 17 Tejeda, 18 Cruz, 19 D. Vega, 20 F. Calvo, 21 Martínez, CT: González
Campionato del mondo Under-20 20171 M. Sequeira, 2 Mesén, 3 Arboine, 4 Smith, 5 González, 6 Hernández, 7 B. Sequeira, 8 Marín, 9 Daly, 10 Martínez, 11 Leal, 12 Arguedas, 13 Pineda, 14 Núñez, 15 Alfaro, 16 Zúñiga, 17 Espinoza, 18 Segura, 19 Salinas, 20 Juárez, 21 Torres, CT: Herrera

### Campionato nordamericano di calcio Under-20
Campionato nordamericano Under-20 20051 Cambronero, 3 Sequeira, 4 Granados, 5 Cordero, 6 Arce, 7 Mora, 8 McDonald, 10 Gabriel, 12 Mitchel, 13 Steward, 14 Chan, 15 Salazar, 16 Chacon, 17 Carillo, 18 Navas, 19 Mudarra, 20 Garro, 21 Cunningham, CT: Watson
Campionato nordamericano Under-20 20071 Quesada, 2 Jiménez, 3 Dawson, 4 G. González, 5 Rodríguez, 6 Cubero, 7 Cordero, 8 Borges, 9 Elizondo, 10 Pérez, 11 Solórzano, 12 McDonald, 13 Esquivel, 14 Herrera, 15 O. González, 16 Ramos, 17 Myrie, 18 Alvarado, 19 García, 20 Waston, CT: Alfaro
Campionato nordamericano Under-20 20091 Alvarado, 2 Mena, 3 Gutiérrez, 4 Monge, 5 Johnson, 6 Blanco, 7 Ureña, 8 Guzmán, 9 Castro, 10 Hernández, 11 Madrigal, 12 Gamboa, 13 Guevara, 14 Oviedo, 15 Escoe, 16 Estrada, 17 Martínez, 18 Álvarez, 19 Varela, 20 Luna, CT: González
Campionato nordamericano Under-20 20111 Vargas, 2 Smith, 3 Brown, 4 Contreras, 5 Chávez, 6 Ruiz, 7 Escoe, 8 Bustos, 9 Díaz, 10 Campbell, 11 B. Vega, 12 D. Calvo, 13 Martínez, 14 Blanco, 15 Mora, 16 Soto, 17 Tejeda, 18 Briceno, 19 D. Vega, 20 Lopéz, CT: González
Campionato nordamericano Under-20 20131 Monge, 2 Sossa, 3 Ordain, 4 Fernandez, 5 Cabalceta, 6 Núñez, 7 Ramírez, 8 Sequeira, 9 Leiva, 10 Flores, 11 Ruiz, 12 Mora, 13 S. Garita, 14 R. Garita, 15 Welleans, 16 F. Garita, 17 George, 18 Morales, 19 Carlo, 20 Cantillano, CT: Soto